# Marco Mundaraín
Marco Mundaraín (Guarenas, 25 de abril de 1969) es un productor de cine y televisión venezolano. Hijo del actor Felipe Mundaraín y la también productora audiovisual Thamara Bozo

## Biografía
Se vincula con el medio audiovisual a muy temprana edad participando en pequeños papeles de algunas producciones cinematográficas y televisivas de los años 70 en Venezuela, para los 80 incursionó en la música a través de la composición de obras musicales para algunos artistas nacionales e internacionales en los que destaca Roberto Antonio y Edgar Joel y es ya en la década de los 90 que comienza su carrera como productor audiovisual realizando varios programas de variedades para canales de televisión local, participa en la producción de las afamadas series venezolanas Archivo Criminal y Archivos del más allá para el extinto canal RCTV para luego incursionar en la producción cinematográfica.
Para 2004 inicia labores junto a un vasto grupo de profesionales con miras a instalar en Venezuela la productora cinematográfica del estado venezolano, tarea que se cumple  a cabalidad y es inaugurada en 2006 La Villa del Cine de la cual fue su Director Ejecutivo durante 4 años. Allí produce al menos 250 documentales para televisión y unos 18 largometrajes para cine. 
En 2010 funda Esbozo Producciones Audiovisuales empresa que ha servido de soporte para la participación en diferentes producciones y desde donde se adelantan algunos proyectos.